# Benedict Cumberbatch

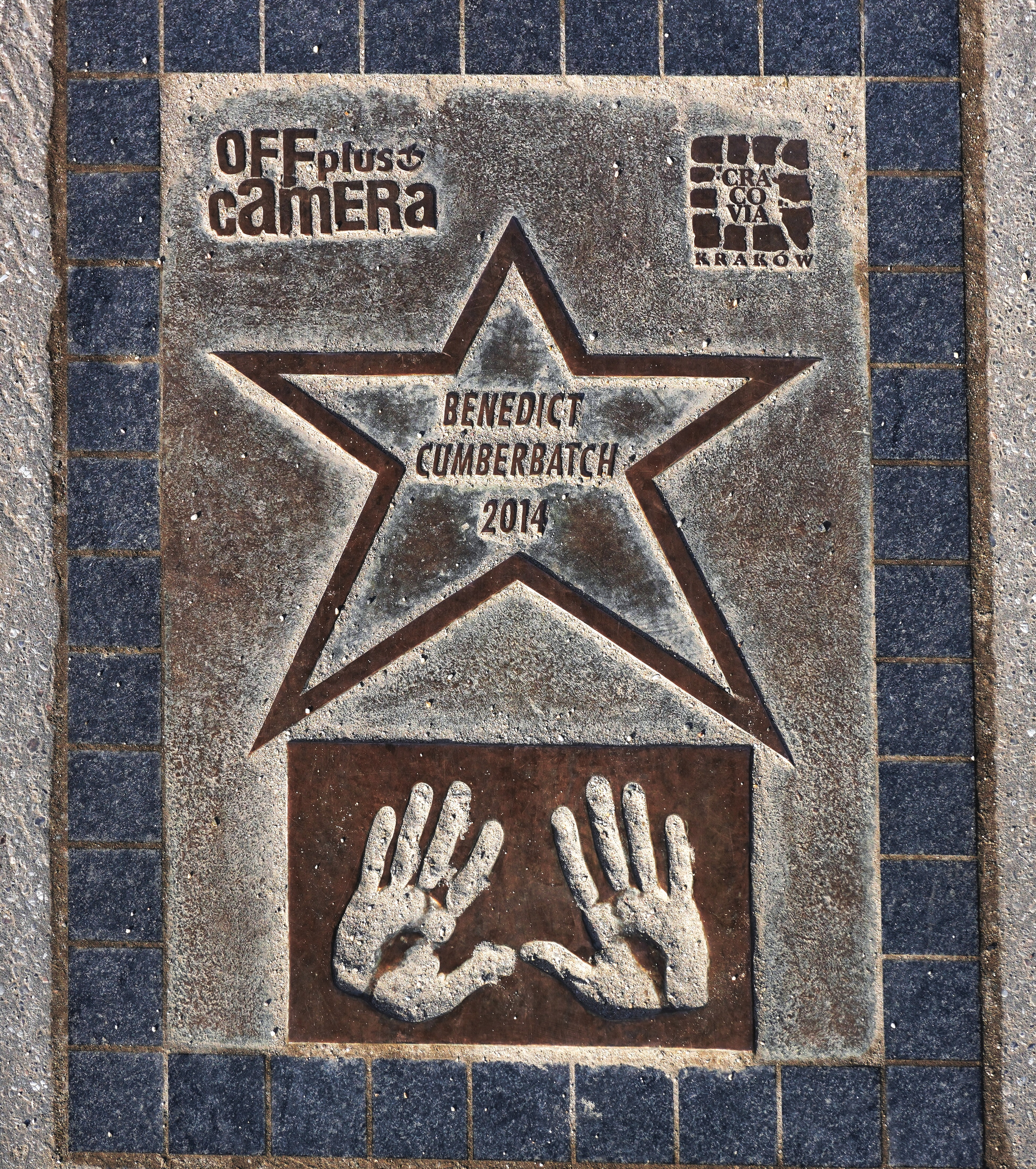
Gwiazda Benedicta Cumberbatcha na Alei Gwiazd w Krakowie

Benedict Timothy Carlton Cumberbatch (ur. 19 lipca 1976 w Londynie) – brytyjski aktor filmowy, telewizyjny i teatralny oraz producent.

## Życiorys
Jest synem pary aktorów – Wandy Ventham i Timothy’ego Carltona. Ukończył studia na University of Manchester (licencjat) i w London Academy of Music and Dramatic Art (magisterium).
W czerwcu 2015 roku decyzją królowej Elżbiety II został Komandorem Orderu Imperium Brytyjskiego za zasługi w dziedzinie sztuki aktorskiej oraz działalność charytatywną.
5 listopada 2014 ogłoszono jego zaręczyny z Sophie Hunter. Ich ślub odbył się 14 lutego 2015 na angielskiej wyspie Wight. Para ma dwóch synów Christophera Carltona (ur. 2015) i Hala Audena (ur. 2017).
16 stycznia 2018 podano do publicznej wiadomości, że Cumberbatch objął stanowisko Prezydenta Londyńskiej Akademii Muzyki i Sztuk Dramatycznych (President of London Academy of Music and Dramatic Art). Przez 31 lat piastował je Timothy West.

### Kariera aktorska
Popularność zdobył rolą Sherlocka Holmesa w serialu Sherlock (2010) wyprodukowanym przez stację BBC. Wcielił się również w postacie: Alana Turinga w filmie Gra tajemnic (2014), Juliana Assange’a w filmie Piąta władza (2013), Stephena Hawkinga w dramacie Hawking wyprodukowanym przez stację BBC, Williama Pitta w filmie Głos wolności, bohatera Stephena Ezarda w miniserialu BBC Ostatni wróg (2008), Paula Marshalla w filmie Pokuta (2007), Bernarda w Małej wyspie (2009). W 2016 roku wcielił się w tytułową rolę Stephena Strange’a w filmie Doktor Strange. W tej roli wystąpił również w kolejnych produkcjach Filmowego Uniwersum Marvela: Thor: Ragnarok (2017), Avengers: Wojna bez granic (2018), Avengers: Koniec gry (2019) oraz Spider-Man: Bez drogi do domu (2021).
W 2018 r. wystąpił w tytułowej roli w serialowej adaptacji powieści o Patricku Melrosie. O chęci zagrania tej postaci mówił już w 2013 roku.

## Filmografia

### Role filmowe
| Rok  | Tytuł                                        | Rola                             | Nagrody i nominacje |
| ---- | -------------------------------------------- | -------------------------------- | --- |
| 2002 | Hills Like White Elephants (krótkometrażowy) | The Man                          | |
| 2003 | Zabić króla                                  | rojalista                        | |
| 2006 | Miłosna układanka                            | Patrick Watts                    | |
| 2006 | Głos wolności                                | William Pitt                     | London Film Critics Circle Awards 2007 (nominacja za przełomową rolę) |
| 2007 | Inseparable (krótkometrażowy)                | Joe/Charlie                      | |
| 2007 | Pokuta                                       | Paul Marshall                    | |
| 2008 | Kochanice króla                              | William Carey                    | |
| 2008 | Burlesque Fairytales                         | Henry Clark                      | |
| 2009 | Darwin. Miłość i ewolucja                    | Joseph Hooker                    | |
| 2010 | Cztery lwy                                   | Ed                               | |
| 2010 | Trzecia gwiazda                              | James                            | |
| 2010 | Ryzykantka                                   | Nick Philips                     | |
| 2011 | Czas wojny                                   | major Stewart                    | |
| 2011 | Szpieg                                       | Peter Guillam                    | |
| 2013 | W ciemność. Star Trek                        | John Harrison/Khan Noonien Singh | |
| 2013 | Piąta władza                                 | Julian Assange                   | |
| 2013 | Sierpień w hrabstwie Osage                   | „Little” Charles Aiken           | |
| 2014 | Gra tajemnic                                 | Alan Turing                      | - Nominacja do Oscara – Najlepszy aktor pierwszoplanowy - Nominacja do Złotego Globu – Najlepszy aktor w dramacie - Nominacja do BAFTA – Najlepszy aktor pierwszoplanowy |
| 2015 | Pakt z diabłem                               | Bill Bulger                      | |
| 2016 | Doktor Strange                               | Stephen Strange i Dormammu       | |
| 2016 | Zoolander 2                                  | Wszystko (All)                   | |
| 2017 | Thor: Ragnarok                               | Stephen Strange                  | |
| 2017 | Wojna o prąd                                 | Thomas Edison                    | |
| 2018 | Avengers: Wojna bez granic                   | Stephen Strange                  | |
| 2019 | Brexit                                       | Dominic Cummings                 | |
| 2019 | Avengers: Koniec gry                         | Stephen Strange                  | |
| 2019 | 1917                                         | pułkownik MacKenzie              | |
| 2020 | Gra szpiegów                                 | Greville Wynne                   | |
| 2021 | Mauretańczyk                                 | podpułkownik Stuart Couch        | |
| 2021 | Psie pazury                                  | Phil Burbank                     | |
| 2021 | Szalony świat Louisa Waina                   | Louis Wain                       | |
| 2021 | Spider-Man: Bez drogi do domu                | Stephen Strange                  | |
| 2022 | Doktor Strange w multiwersum obłędu‎          | Stephen Strange                  | |
| 2023 | Zdumiewająca historia Henry’ego Sugara       | Henry Sugar / Max Engelman       | |
| 2023 | Trucizna                                     | Harry                            | |
| 2023 | Nowa nadzieja                                | AB                               | |
| 2023 | Księga Clarence'a                            | Benjamin                         | |
| 2025 | Fenicki układ                                | Wujek Nubar                      | |
| 2025 | Państwo Rose                                 | Theo                             | |

### Role telewizyjne
| Rok       | Tytuł                                                                             | Rola                 | Nagrody i nominacje |
| --------- | --------------------------------------------------------------------------------- | -------------------- | --- |
| 2002      | Fields of Gold                                                                    | Jeremy               | |
| 2002      | Tipping the Velvet                                                                | Freddy               | |
| 2003      | Cambridge Spies                                                                   | Edward Hand          | |
| 2003      | Fortysomething                                                                    | Rory                 | |
| 2004      | Dunkirk                                                                           | Lt. Jimmy Langley    | |
| 2004      | Hawking                                                                           | Stephen Hawking      | Golden Nymph for Television Films – Najlepsza rola aktorska BAFTA dla najlepszego aktora (nominacja) |
| 2005      | To The Ends of the Earth                                                          | Edmund Talbot        | |
| 2005      | Nathan Barley                                                                     | Robin                | |
| 2007      | Stuart: Spojrzenie w przeszłość                                                   | Alexander Masters    | |
| 2008      | The Last Enemy                                                                    | Stephen Ezard        | Nagroda Satelita dla najlepszego aktora w miniserialu lub filmie telewizyjnym (nominacja) |
| 2009      | Morderstwo to nic trudnego film telewizyjny z serii Agatha Christie: Panna Marple | Luke Fitzwilliam     | |
| 2009      | Small Island                                                                      | Bernard Bligh        | BAFTA Television Award dla najlepszego aktora drugoplanowego (nominacja) |
| 2010–2017 | Sherlock                                                                          | Sherlock Holmes      | - Najlepszy aktor (Crime Thriller Awards, wygrana) - Nadzwyczajny występ w dramacie (National Television Awards, nominacja) - Najlepszy pierwszoplanowy aktor telewizyjny (BAFTA, 2011, nominacja) - Najlepszy pierwszoplanowy aktor telewizyjny (BAFTA, 2012, nominacja) - Najlepszy aktor (Broadcasting Press Guild Awards, 2011, wygrana) - Najlepszy aktor w miniserialu lub filmie telewizyjnym (Critics’ Choice Television Award, 2012, nominacja) - Najlepszy aktor w miniserialu lub filmie telewizyjnym (Satelita, 2010, nominacja) |
| 2012      | Koniec defilady (Parade’s End)                                                    | Christopher Tietjens | - Najlepszy aktor (Broadcasting Press Guild Awards, 2013, wygrana) - Najlepszy aktor w miniserialu lub filmie telewizyjnym (Primetime Emmy Awards, nominacja) - Najlepszy aktor w miniserialu lub filmie telewizyjnym (Critics’ Choice Television Award, 2013, nominacja) - Aktor w miniserialu lub filmie dla telewizji (International Press Academy, nominacja) |
| 2016      | The Hollow Crown: The Wars of the Roses                                           | Richard III          | Najlepszy aktor (BAFTA Television Awards 2017, nominacja) |
| 2017      | Dziecko w czasie (The Child In Time)                                              | Stephen Lewis        | |
| 2018      | Patrick Melrose                                                                   | Patrick Melrose      | |
| 2019      | Dobry omen (odc. 6)                                                               | Szatan (głos)        | |

### Role teatralne
| Rok  | Tytuł                     | Rola                                       | Venue                                  | Nagrody i nominacje                                   |
| ---- | ------------------------- | ------------------------------------------ | -------------------------------------- | ----------------------------------------------------- |
| 2001 | Love’s Labour’s Lost      | Ferdinand                                  | Open Air Theatre, Regent’s Park        |                                                       |
| 2001 | A Midsummer Night’s Dream | Demetrius                                  | Open Air Theatre, Regent’s Park        |                                                       |
| 2002 | As You Like It            | Orlando                                    | Open Air Theatre, Regent’s Park        |                                                       |
| 2002 | Romeo and Juliet          | Benvolio                                   | Open Air Theatre, Regent’s Park        |                                                       |
| 2002 | Oh, What a Lovely War!    |                                            | Open Air Theatre, Regent’s Park        |                                                       |
| 2004 | The Lady from the Sea     | Lyngstrand                                 | Almeida Theatre                        |                                                       |
| 2005 | Hedda Gabler              | Tesman                                     | Almeida Theatre Duke of York’s Theatre | Olivier Award – (nominacja za rolę drugoplanową)      |
| 2006 | Period of Adjustment      | George                                     | Almeida Theatre                        |                                                       |
| 2007 | Rhinoceros                | Bérenger                                   | Royal Court Theatre                    |                                                       |
| 2007 | The Arsonists             | Eisenring                                  | Royal Court Theatre                    |                                                       |
| 2008 | The City                  | Chris                                      | Royal Court Theatre                    |                                                       |
| 2010 | After the Dance           | David Scott-Fowler                         | National Theatre                       |                                                       |
| 2011 | Frankenstein              | Potwór Frankensteina / Wiktor Frankenstein | National Theatre                       | Olivier Award – Laurence Olivier Award for Best Actor |
| 2015 | Hamlet                    | Hamlet                                     | National Theatre                       |                                                       |

### Role głosowe
| Rok       | Tytuł                                                       | Rola                   | Forma                       | Nagrody i nominacje |
| --------- | ----------------------------------------------------------- | ---------------------- | --------------------------- | ------------------- |
| 2004      | The Raj Quartet                                             | Demetrius              | BBC Radio 4                 |                     |
| 2008      | Casanova                                                    | Narrator               | Audiobook                   |                     |
| 2008      | Death in a White Tie                                        | Narrator               | Audiobook                   |                     |
| 2008–2010 | Cabin Pressure                                              | Kapitan Martin Crieff  | BBC Radio 4                 |                     |
| 2009      | South Pacific                                               | Narrator               | Film dokumentalny           |                     |
| 2009      | Rumpole and the Penge Bungalow Murders                      | Młody Rumpole          | BBC Radio 4                 |                     |
| 2009      | Metamorphosis                                               | Narrator               | BBC Radio 7                 |                     |
| 2010      | Stephen Hawking’s Universe                                  | Narrator               | Discovery Channel/Channel 4 |                     |
| 2010      | Sherlock Holmes: The Rediscovered Railway and Other Stories | Narrator               | Audiobook                   |                     |
| 2011      | Tom and Viv                                                 | T.S. Eliot             | BBC Radio 7                 |                     |
| 2012      | Hobbit: Niezwykła podróż                                    | Czarnoksiężnik         | Film                        |                     |
| 2013      | Hobbit: Pustkowie Smauga                                    | Smaug / Czarnoksiężnik | Film                        |                     |
| 2013      | Jerusalem                                                   | Narrator               | Film dokumentalny           |                     |
| 2014      | Pingwiny z Madagaskaru                                      | Agent Utajniony        | Film                        |                     |
| 2014      | Hobbit: Bitwa Pięciu Armii                                  | Smaug / Czarnoksiężnik | Film                        |                     |
| 2016      | Doktor Strange                                              | Dormammu               | Film                        |                     |
| 2016      | Neapol ’44 (Naples ’44)                                     | Norman Lewis (głos)    | Film dokumentalny           |                     |
| 2017      | Walk with Me                                                | Narrator               | Film dokumentalny           |                     |
| 2018      | Mowgli: Legenda dżungli                                     | Shere Khan             | Film                        |                     |
| 2018      | Grinch                                                      | Grinch                 | Film animowany              |                     |